# Dale Eldon Christensen

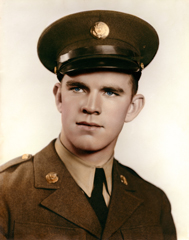
Dale E. Christensen

Dale Eldon Christensen (* 31. Mai 1920 in Cameron Township, Iowa; † 4. August 1944 in der Nähe von Afua, Niederländisch-Neuguinea) war ein US-amerikanischer Second Lieutenant der United States Army und Träger der Medal of Honor, der höchsten militärischen Auszeichnung der Vereinigten Staaten.

## Leben
Christensen trat im Oktober 1940 in die US Army ein. Zum Zeitpunkt seines Einsatzes in Neuguinea diente er als Second Lieutnant im 112. Kavallerieregiment der US Army. Am 16. Juli 1944 überwältigte er im Alleingang eine feindliche japanische Maschinengewehrstellung in der Nähe des Driniumor Flusses. Drei Tage später geriet seine Einheit unter starkes japanisches Abwehrfeuer. Er befahl seinen Männern, weiter in Deckung zu bleiben und erkundete alleine die feindliche Stellung, bei der er fünf Maschinengewehre ausmachte. Eines davon zerstörte er mit seinen Handgranaten. Im Anschluss konnte das von ihm geführte Platoon alle weiteren Maschinengewehre und 10 Mörser vernichten. Am 4. August wurde er tödlich verwundet, als er erneut seine Soldaten beim Angriff anführte. Für seinen Einsatz, der weit über die militärische Pflichterfüllung hinausging, wurde Christensen am 10. Mai 1945 mit der höchsten militärischen Auszeichnung der Vereinigten Staaten, der Medal of Honor, posthum ausgezeichnet.
Christensen wurde auf dem Manila American Cemetery and Memorial in Manila, Philippinen zur letzten Ruhe gebettet.
Ihm zu Ehren wurde die US-amerikanische Kaserne auf dem Bindlacher Berg, welche bis 1992 bestand, als Christensen-Barracks benannt. In der nach dem Abzug der US-Armee entstandenen Siedlung ist eine Straße nach ihm benannt.